# آن ويدجورث
آن ويدجورث (بالإنجليزية: Elizabeth Ann Wedgeworth)‏ هي ممثلة أمريكية، ولدت في 21 يناير 1934 في الولايات المتحدة، وتوفيت في 16 نوفمبر 2017 بنيويورك في الولايات المتحدة بسبب مرض. من الجوائز التي نالتها جائزة توني لأفضل ممثلة بارزة في مسرحية ‏ سنة 1978.

## أعمال

### مسلسلات
- ثريز كومباني
- سامرسيت
- عالم آخر

## جوائز
- جائزة توني لأفضل ممثلة بارزة في مسرحية [الإنجليزية]‏ (1978)

## وصلات خارجية
- آن ويدجورث على موقع IMDb (الإنجليزية)
- آن ويدجورث على موقع روتن توميتوز (الإنجليزية)
- آن ويدجورث على موقع قاعدة بيانات برودواي على الإنترنت (الإنجليزية)
- آن ويدجورث على موقع إن إن دي بي (الإنجليزية)
- آن ويدجورث على موقع ديسكوغز (الإنجليزية)
- آن ويدجورث على موقع قاعدة بيانات الفيلم (الإنجليزية)